# Głębokie (gmina)
Głębokie – dawna gmina wiejska istniejąca do 1939 roku w woj. nowogródzkim/Ziemi Wileńskiej/woj. wileńskim w Polsce. Siedzibą gminy było Głębokie (4514 mieszk. w 1921 roku), które stanowiło odrębną gminę miejską.
Na samym początku okresu międzywojennego gmina Głębokie należała do powiatu dziśnieńskiego w woj. nowogródzkim. 13 kwietnia 1922 roku gmina wraz z całym powiatem dziśnieńskim została przyłączona do Ziemi Wileńskiej, przekształconej 20 stycznia 1926 roku w województwo wileńskie.
11 kwietnia 1929 roku do gminy Głębokie przyłączono części gmin Dokszyce, Porpliszcze, Norzyca i zniesionej gminy Wierzchnie, natomiast fragmenty gminy Głębokie włączono do gmin Plissa, Porpliszcze i Zalesie, a z części gminy utworzono nową gminę Hołubicze. 10 listopada 1933 roku część gminy Głębokie (m.in. kolonię Gliniszcze i majątek Głębokie) włączono do Głębokiego.
Po wojnie obszar gminy Głębokie został odłączony od Polski i włączony do Białoruskiej SRR.
W 1927 roku wójtem gminy był Piotr Gintowt-Dziewałtowski, odznaczony Brązowym Krzyżem Zasługi za pracę samorządową

## Demografia
Według Powszechnego Spisu Ludności z 1921 roku gminę zamieszkiwało 14 707 osób, 3 248 było wyznania rzymskokatolickiego, 11 101 prawosławnego, 7 ewangelickiego, 232 staroobrzędowego, 85 mojżeszowego a 34 mahometańskiego. Jednocześnie 5 141 mieszkańców zadeklarowało polską przynależność narodową, 9 488 białoruska, 1 niemiecką, 27 żydowską, 31 rosyjska, 1 estońska, 18 tatarską. Było tu 2 597 budynków mieszkalnych.